# Open XML Paper Specification
Open XML Paper Specification (OpenXPS) es una especificación para un formato de lenguaje de descripción de páginas, originalmente desarrollado por Microsoft bajo el nombre de XML Paper Specification (XPS) y fue lanzado en noviembre de 2006.
Luego fue estandarizado por Ecma International, bajo la norma abierta ECMA-388, el 16 de junio de 2009. Es una especificación basada en XML y más específicamente XAML. Los archivos “OpenXPS” llevan la extensión .oxps o .xps.
Básicamente, es un formato de documentos pensado para que sea fácil de compartir, leer e imprimir: es multiplataforma, usa compresión ZIP y permite ser rápidamente leído mientras se descarga de la web.
Compite con el formato PDF, dado que comparten múltiples características.

## Desarrollo
Comenzó a ser desarrollado en 2003 entre Microsoft y Global Graphics.
Un documento XPS consiste en marcas XML estructuradas que definen la disposición de un documento y la apariencia visual de cada página, junto con las reglas de representación (renderizado) para la distribución, interpretación, procesamiento, almacenamiento e impresión de documentos.
Fue lanzado en noviembre de 2006 y luego fue estandarizado por la Ecma en el estándar abierto ECMA-388 el 16 de junio de 2009.
Tras la actualización de Windows 10 a la versión 1803, en el año 2018, Microsoft dejó de dar soporte a estos documentos.

## Características técnicas
El lenguaje de marcas para XPS es un subconjunto del XAML, que permite incorporar elementos vectoriales en sus documentos.
Un archivo XPS es, de hecho, un archivo comprimido ZIP que emplea las convenciones Open Packaging Conventions y que contiene los archivos que arman el documento. Esto incluye un archivo XML por cada página, el texto, las fuentes, las imágenes ráster, los gráficos vectoriales y la información de los derechos. El contenido de un archivo XPS puede ser examinado simplemente abriéndolo con una aplicación que descomprima archivos ZIP.